# Bunia
Bunia, territorio de Irumu, es la capital administrativa de la actual provincia de Ituri (antigua Provincia Oriental) en la República Democrática del Congo. El río Ituri fluye 20 kilómetros al sur de la localidad, de la que llega un pequeño afluente, el Shari. 
Bunia es una importante localidad de paso en la ruta que une Kisangani a Kampala, capital de Uganda. En 2004 tenía una población estimada de 230.625 habitantes.

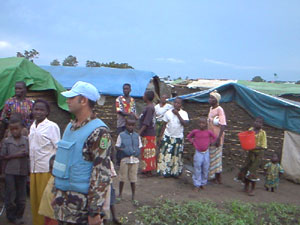
Población desplazada en Bunia en octubre de 2004.

La localidad fue el escenario de sangrientos enfrentamientos durante el verano de 2003 entre miembros de las etnias Lendu y Hema perpetrados por la Unión de Patriotas Congoleños así como por los generales rebeldes Nkundabatware y Mutebesi del Reagrupamiento Congoleño para la Democracia (RCD).
En agosto de 2003, una fuerza militar europea con mando francés, la operación Artemis se desplegó en Bunia para asegurar el aeropuerto y el centro de la ciudad. Esta operación supuso el despliegue de más de 1800 militares originarios de unos diez países. El objetivo era estabilizar las condiciones de seguridad y mejorar la situación humanitaria en la zona mientras la Misión de las Naciones Unidas en la República Democrática del Congo (MONUC) reforzaba su dispositivo en la región.

## Demografía
Proyectada para ser la octava ciudad de más rápido crecimiento en el continente africano entre 2020 y 2025, con un crecimiento del 5,63 %.

## Infraestructura

### Educación
Bunia tiene varias universidades, la más grande es la Universidad de Bunia (UNIBU), seguida de la institución privada Université Shalom de Bunia (USB), que ofrece la biblioteca más grande de Bunia (alrededor de 40.000 volúmenes) con un catálogo en línea.